# Aus dem Schoß der Psychose
Aus dem Schoß der Psychose ist das zweite Soloalbum des deutschen Rappers Lakmann One. Es erschien 29. Januar 2016 über das Label Eartouch Entertainment. Der Vertrieb wird von Groove Attack übernommen.

## Titelliste
1. Family First (feat. Aphroe) – 4:26
2. Ich fühl euch nicht (feat. Terence Chill) – 4:00
3. Klicks & Fame – 3:01
4. Wer hats euch gesagt? – 3:08
5. Dialog (feat. Schulz Nice) – 2:37
6. Es gibt niemanden der singt in meiner Hood – 3:18
7. Ich hab genug Zeit – 3:07
8. Ich mach alleine – 2:09
9. Runter von meinem Thron – 2:56
10. Tief versunken (feat. Mess & Kareem) – 4:00
11. Unschärferelation – 3:25
12. Kriegsberichte – 3:14
13. Gegen die Zeit – 2:41
14. X-Box – 3:28
15. Fast vergessen (feat. Flipstar) – 2:46
16. Wer hat Herz – 2:28
17. Exodus – 3:20
18. DDM – 4:16
19. Missverständnisse – 2:22
20. Untouchable 2016 (feat. Mess & Kareem) – 3:41

## Rezeption

### Charts
Aus dem Schoß der Psychose stieg zunächst auf Platz 92 der deutschen Album-Charts ein. In der zweiten Woche stieg es auf Rang 50, bevor es die Charts wieder verließ.

### Kritik
Das E-Zine Laut.de bewertete Aus dem Schoß der Psychose mit drei von möglichen fünf Punkten. Aus Sicht der Redakteurin Laura Sprenger sei es „trotz der kleinen Schwachpunkte“ ein Album, „zu dessen Klängen man auch in zehn Jahren noch kopfnickend durch die Gegend schlendern und an die gute alte Zeit zurückdenken“ könne. Trotz der relativ hohen Anzahl an Produzenten „klingen die samplelastigen Beats beinahe wie aus einem Guss.“ Sowohl durch die „kleinen, aber feinen Details als auch gut platzierte Ami-Samples, Cuts und wenige Filmskits“ werde jedoch verhindert, dass ein „Einheitsbrei“ entstehe. Positiv hervorgehoben wird auch Lakmanns „durchweg entspannter Flow gepaart mit einer Stimme, der man ewig und noch länger zuhören“ könne. Im Hinblick auf die Gastrapper setze Lakmann „ausschließlich auf ruhrgebiet'sche Stärke, wie Terence Chill und Aphroe eindrucksvoll beweisen.“